# Anatoli Felixowitsch Osmolowski

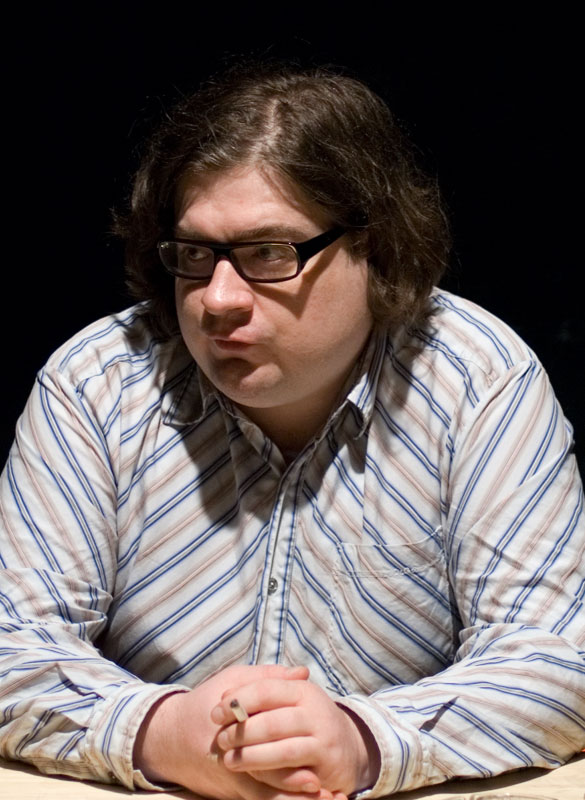
Anatoli Felixowitsch Osmolowski (2008)

Anatoli Felixowitsch Osmolowski (russisch Анатолий Феликсович Осмоловский, wissenschaftliche Transliteration Anatolij Feliksovič Osmolovskij; auch in der Schreibweise Anatoly Osmolovsky; * 1. Juli 1969 in Moskau) ist ein russischer Aktionskünstler und Kurator. Er formulierte das Konzept des Moskauer Aktionismus und gilt als dessen führender Theoretiker sowie – zusammen mit Alexander Brener und Oleg Kulik – als Hauptvertreter dieser Strömung.

## Leben und Werk
Anatoli Osmolowski war von 1987 bis 1988 Mitglied der Literatur-Gruppe Wertep (Вертеп) bevor er sich 1988 der Literaturkritikergruppe Ministerstwo PRO SSSR (Министерство ПРО СССР) anschloss. In den Jahren 1990 bis 1992 war Osmolowski Leiter der Performance-Kunstgruppe ETI (ЭТИ, wörtlich „Jene“), einem Apronym aus russisch „Экспроприация Территории Искусства“, also „Enteignung des Territoriums der Kunst“. Eine der bekanntesten Aktionen der Gruppe fand am 18. April 1991 in Moskau statt, wo sich die Mitglieder der Gruppe auf dem Roten Platz in Form des Wortes „хуй“ – einer obszönen Bezeichnung für „Penis“ – hinlegten. Die Aktion war auch als Protest gegen ein Gesetz gedacht, das unter anderem den Gebrauch von obszöner Sprache in der Öffentlichkeit unter Strafe stellte, und drei Tage vor der Aktion in Kraft getreten war. Die Gruppe wurde verhaftet. Gegen Osmolowski wurde darauf von einem Moskauer Gericht ein Verfahren wegen einer „grob anstößigen und belästigenden Handlung mit schweren Folge[n]“ eingeleitet.
Ab 1992 war Osmolowski Kurator des Vita Nowa in Minsk und gründete 1993 das Journal Radek (Радек). Im selben Jahr war er Organisator des Programms Nezesiudik (Нецезиудик). 1995 wurde Osmolowski Stipendiat des Berliner Senats im Künstlerhaus Bethanien. Im Jahr 2007 erhielt er den von der Deutsche Bank Stiftung und dem russischen Kunstmagazin ArtChronika erstmals vergebenen Kandinsky Prize in der Kategorie „Künstler des Jahres“. Osmolowski lebt und arbeitet in Moskau.

## Teilnahme an Ausstellungen (Auswahl)
- 2003: Berlin-Moskau, Moskau-Berlin im Martin-Gropius-Bau, Berlin und in der Tretjakow-Galerie, Moskau
- 2004: The Collection X, Museum van Hedendaagse Kunst, Antwerpen
- 2005: Angels of History, Museum van Hedendaagse Kunst, Antwerpen
- 2007: documenta 12, Kassel. Gezeigt wurde die elfteilige Bronzearbeit Hardware, die zwanzigteilige Holzschnitzarbeit Bread und die Fotografie Majakowski-Osmolowsky, die eine Performance von 1993 dokumentiert.[7]
- 2009: 3. Moscow Biennale 2009 Moskau